# Course du Snowdon
La course du Snowdon (en anglais : Snowdon Race, en gallois : Râs Yr Wyddfa) est une course de fell running reliant le village de Llanberis au sommet du mont Snowdon au pays de Galles. Elle a été créée en 1976.

## Histoire
Ken Jones, un habitant de Llanberis qui randonne souvent sur le mont Snowdon se demande en combien de temps il serait possible de courir jusqu'au sommet puis d'y redescendre. En 1976, il met son idée en pratique et avec l'aide du comité du carnaval de Llanberis crée la course du Snowdon. La première édition a lieu le 19 juillet 1976. 86 coureurs y prennent part. Le premier vainqueur est David Francis qui termine la course en 1 h 12 min 5 s.
En 1980, l'organisateur du Trophée Vanoni, Gianpietro Bottà, emmène un peloton d'athlètes italiens. Parmi ceux-ci, Privato Pezzoli, mène la course du début à la fin et remporte la victoire pour sa première participation malgré l'épais brouillard masquant la visibilité au sommet. A cette ocassion, Gianpietro et Ken décident de jumeler leurs courses en gage d'amitié.
La course est retransmise pour la première fois à la télévision en 1987 sur la chaîne S4C.
En 1996, la course accueille le Trophée européen de course en montagne. Ce dernier a lieu la veille de la course traditionnelle. Les Français Jaime de Jesus Mendes et Isabelle Guillot y sont titrés.
La course rejoint le calendrier de la Coupe du monde de course en montagne une première fois en 2001, puis à nouveau en 2019.
En 2011, la course est au calendrier de la Skyrunner World Series 2011 en tant qu'épreuve Trial, et en 2012 en tant qu'épreuve Sky.
L'édition 2020 est annulée en raison de la pandémie de Covid-19, tout comme l'édition 2021.

## Parcours
Le départ est donné dans le village de Llanberis. Le parcours suit le Llanberis Path jusqu'au sommet du mont Snowdon, puis redescend jusqu'au point de départ. Il mesure 15,35 km pour un dénivelé de +/-994 m.
En 2014, de mauvaises conditions météorologiques forcent les organisateurs à raccourcir le parcours pour des raisons de sécurité. Le demi-tour s'effectue à la station de Clogwyn, à environ trois quarts du parcours complet.
Le parcours est également raccourci jusqu'à la station de Clogwyn en 2023 en raison de vents violents.

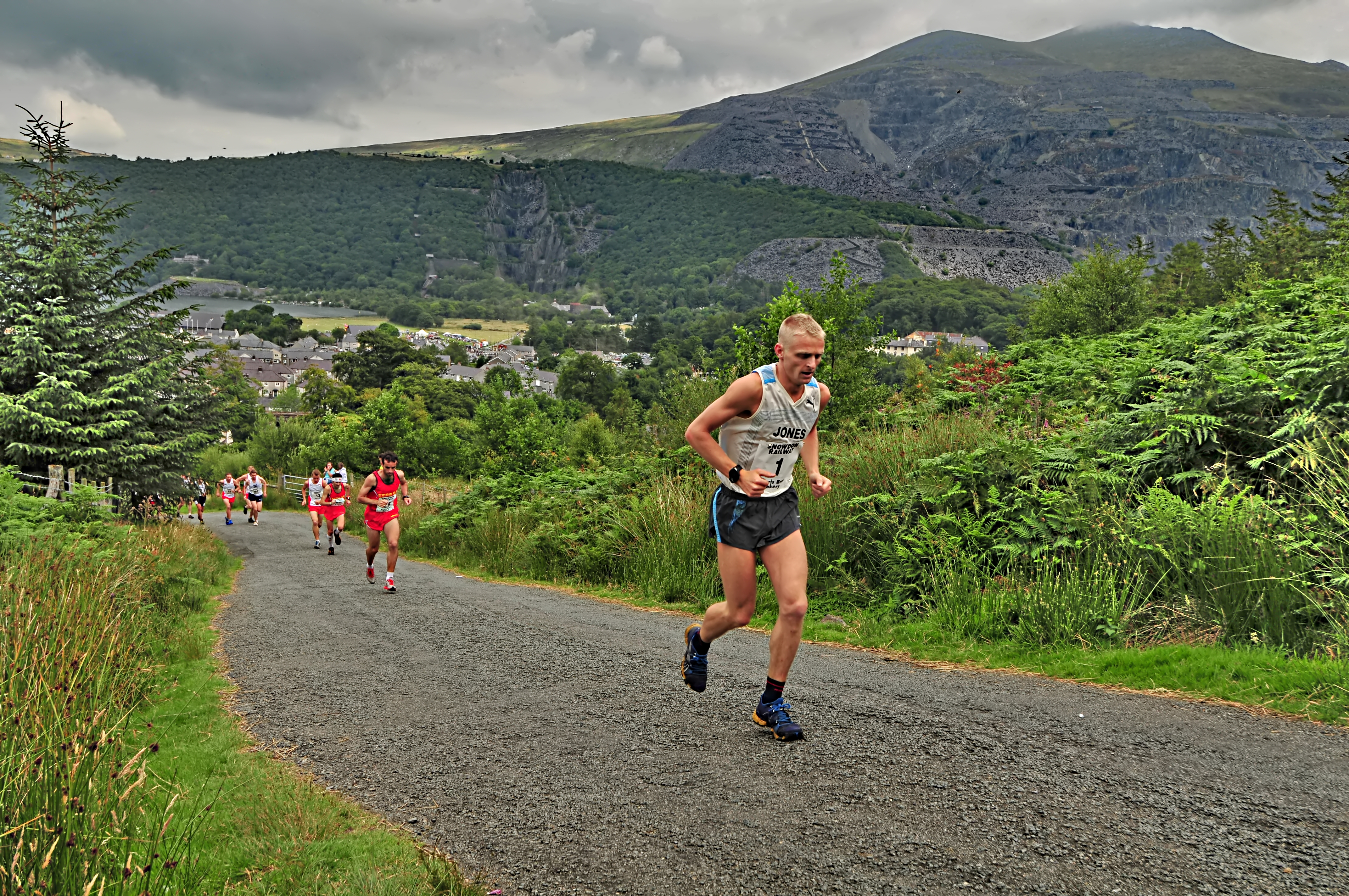
Début du parcours sur route.
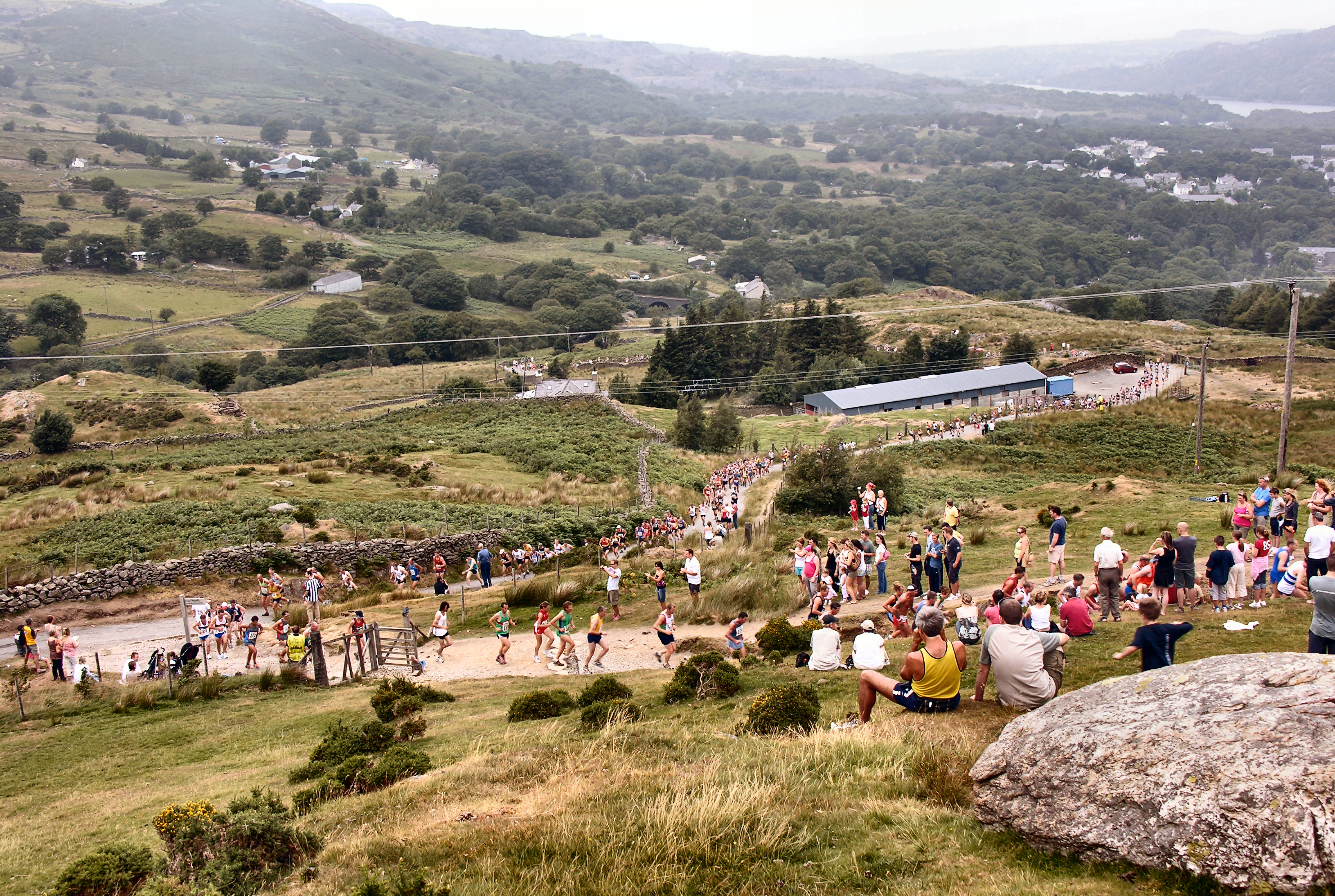
Transition du Llanberis Path sur chemin.
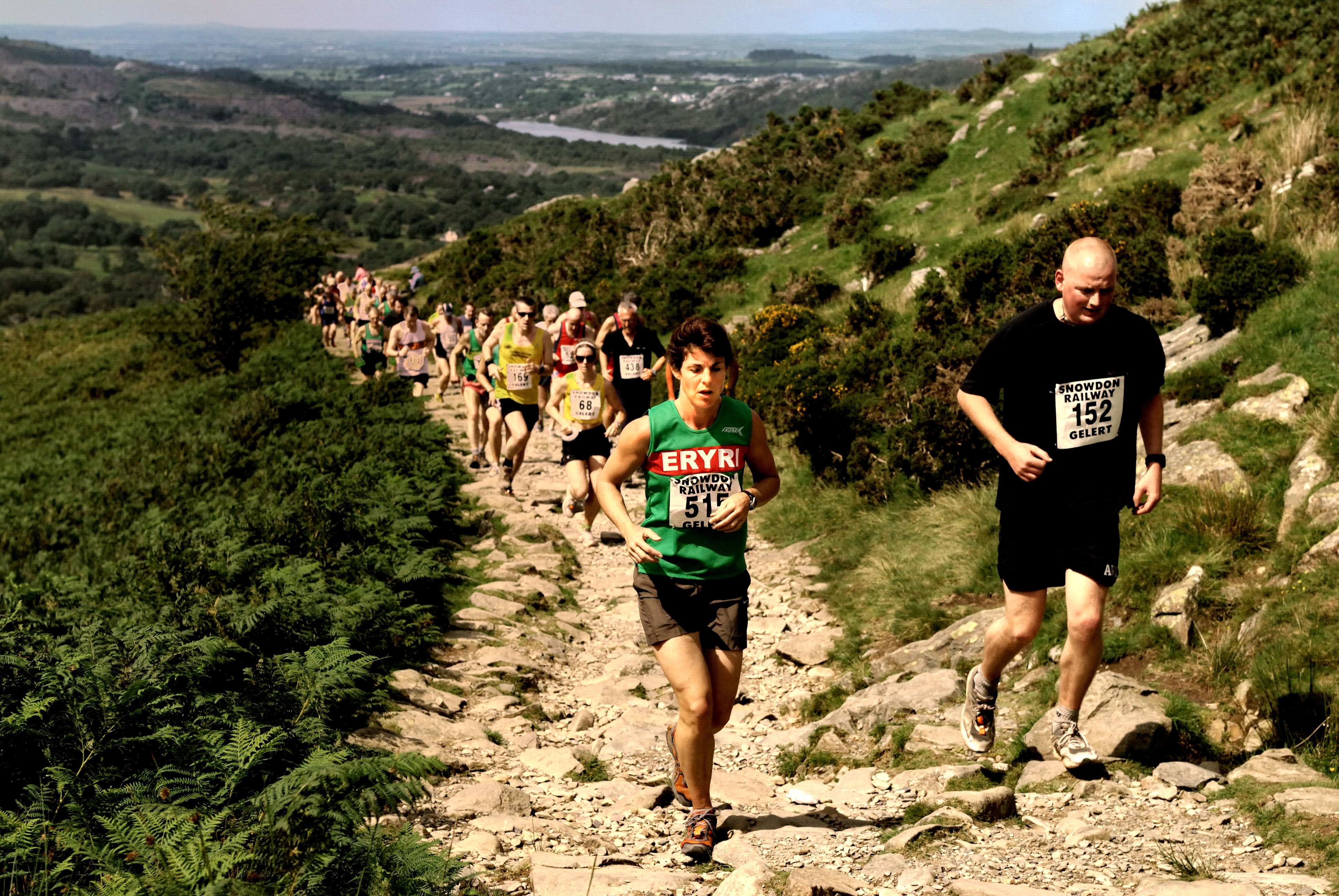
Montée du Snowdon.

## Vainqueurs
| Année | Hommes                                              | Temps                                               | Femmes                                              | Temps                                               |
| ----- | --------------------------------------------------- | --------------------------------------------------- | --------------------------------------------------- | --------------------------------------------------- |
| 1976  | David Francis                                       | 1 h 12 min 5 s                                      | Bridget Hogge                                       | 1 h 40 min 15 s                                     |
| 1977  | Richard Wilde                                       | 1 h 6 min 7 s                                       | Joan Glass                                          | 1 h 39 min 35 s                                     |
| 1978  | Richard Wilde                                       | 1 h 4 min 28 s                                      | Joan Glass                                          | 1 h 31 min 24 s                                     |
| 1979  | Jeffrey Norman                                      | 1 h 5 min 0 s                                       | Joan Glass                                          | 1 h 29 min 2 s                                      |
| 1980  | Privato Pezzoli                                     | 1 h 6 min 53 s                                      | Pauline Haworth                                     | 1 h 25 min 18 s                                     |
| 1981  | Jonathan Wild                                       | 1 h 5 min 18 s                                      | Ros Coates                                          | 1 h 24 min 49 s                                     |
| 1982  | Jonathan Wild                                       | 1 h 5 min 55 s                                      | Rosie Naish                                         | 1 h 24 min 10 s                                     |
| 1983  | Ray Keeney                                          | 1 h 8 min 39 s                                      | Bridget Hogge                                       | 1 h 39 min 32 s                                     |
| 1984  | Fausto Bonzi                                        | 1 h 3 min 46 s                                      | Pauline Haworth                                     | 1 h 24 min 3 s                                      |
| 1985  | Kenny Stuart                                        | 1 h 2 min 29 s                                      | Pauline Haworth                                     | 1 h 20 min 33 s                                     |
| 1986  | Luigi Bortoluzzi                                    | 1 h 4 min 24 s                                      | Carol Haigh                                         | 1 h 14 min 36 s                                     |
| 1987  | Martin May                                          | 1 h 3 min 31 s                                      | Angela Carson                                       | 1 h 24 min 19 s                                     |
| 1988  | Colin Donnelly                                      | 1 h 4 min 38 s                                      | Susan Dilnot                                        | 1 h 23 min 10 s                                     |
| 1989  | John Lenihan                                        | 1 h 4 min 12 s                                      | Angela Carson                                       | 1 h 22 min 38 s                                     |
| 1990  | Lucio Fregona                                       | 1 h 3 min 43 s                                      | Patricia Calder                                     | 1 h 17 min 25 s                                     |
| 1991  | Mark Croasdale                                      | 1 h 4 min 48 s                                      | Anne Buckley                                        | 1 h 19 min 35 s                                     |
| 1992  | Mark Croasdale                                      | 1 h 5 min 9 s                                       | Patricia Calder                                     | 1 h 18 min 37 s                                     |
| 1993  | Ian Holmes                                          | 1 h 4 min 14 s                                      | Carol Greenwood                                     | 1 h 12 min 48 s                                     |
| 1994  | Fabio Ciaponi                                       | 1 h 4 min 44 s                                      | Lucy Wright                                         | 1 h 22 min 35 s                                     |
| 1995  | Mark Kinch                                          | 1 h 2 min 58 s                                      | Patricia Sloan                                      | 1 h 22 min 33 s                                     |
| 1996  | Martin Roscoe                                       | 1 h 7 min 18 s                                      | Lesley Leavesley                                    | 1 h 26 min 56 s                                     |
| 1997  | Ian Holmes                                          | 1 h 4 min 50 s                                      | Carol Greenwood                                     | 1 h 16 min 11 s                                     |
| 1998  | Colin Jones                                         | 1 h 5 min 14 s                                      | Angela Mudge                                        | 1 h 16 min 14 s                                     |
| 1999  | Neil Wilkinson                                      | 1 h 5 min 51 s                                      | Helen Johnson                                       | 1 h 25 min 47 s                                     |
| 2000  | Neil Wilkinson                                      | 1 h 5 min 45 s                                      | Angela Mudge                                        | 1 h 20 min 28 s                                     |
| 2001  | Marco De Gasperi                                    | 1 h 5 min 51 s                                      | Izabela Zatorska                                    | 1 h 19 min 4 s                                      |
| 2002  | Tim Davies                                          | 1 h 7 min 11 s                                      | Tracey Brindley                                     | 1 h 20 min 37 s                                     |
| 2003  | Tim Davies                                          | 1 h 5 min 57 s                                      | Dawn Scott                                          | 1 h 25 min 40 s                                     |
| 2004  | Ian Holmes                                          | 1 h 5 min 38 s                                      | Clare Whitehead                                     | 1 h 18 min 28 s                                     |
| 2005  | Tim Davies                                          | 1 h 6 min 37 s                                      | Mary Wilkinson                                      | 1 h 17 min 44 s                                     |
| 2006  | Andi Jones                                          | 1 h 7 min 25 s                                      | Mary Wilkinson                                      | 1 h 19 min 38 s                                     |
| 2007  | Andi Jones                                          | 1 h 5 min 38 s                                      | Mary Wilkinson                                      | 1 h 20 min 36 s                                     |
| 2008  | Andi Jones                                          | 1 h 6 min 2 s                                       | Katie Ingram                                        | 1 h 20 min 44 s                                     |
| 2009  | Andi Jones                                          | 1 h 8 min 15 s                                      | Katie Ingram                                        | 1 h 15 min 34 s                                     |
| 2010  | Robbie Simpson                                      | 1 h 7 min 59 s                                      | Catriona Buchanan                                   | 1 h 21 min 19 s                                     |
| 2011  | Andi Jones                                          | 1 h 5 min 57 s                                      | Pippa Maddams                                       | 1 h 20 min 53 s                                     |
| 2012  | Murray Strain                                       | 1 h 5 min 10 s                                      | Tessa Hill                                          | 1 h 21 min 26 s                                     |
| 2013  | Andi Jones                                          | 1 h 8 min 50 s                                      | Sarah Mulligan                                      | 1 h 26 min 26 s                                     |
| 2014  | Cesare Maestri                                      | 47 min 20 s                                         | Sarah McCormack                                     | 55 min 21 s                                         |
| 2015  | Emanuele Manzi                                      | 1 h 10 min 18 s                                     | Sarah McCormack                                     | 1 h 20 min 57 s                                     |
| 2016  | Chris Smith                                         | 1 h 5 min 48 s                                      | Sarah Mulligan                                      | 1 h 20 min 52 s                                     |
| 2017  | Davide Magnini                                      | 1 h 6 min 43 s                                      | Annie Conway                                        | 1 h 20 min 18 s                                     |
| 2018  | Alberto Vender                                      | 1 h 6 min 41 s                                      | Bronwen Jenkinson                                   | 1 h 20 min 42 s                                     |
| 2019  | Andrew Douglas                                      | 1 h 4 min 4 s                                       | Sarah McCormack                                     | 1 h 14 min 49 s                                     |
| 2020  | Course annulée en raison de la pandémie de Covid-19 | Course annulée en raison de la pandémie de Covid-19 | Course annulée en raison de la pandémie de Covid-19 | Course annulée en raison de la pandémie de Covid-19 |
| 2021  | Course annulée en raison de la pandémie de Covid-19 | Course annulée en raison de la pandémie de Covid-19 | Course annulée en raison de la pandémie de Covid-19 | Course annulée en raison de la pandémie de Covid-19 |
| 2022  | Ross Gollan                                         | 1 h 9 min 21 s                                      | Hannah Russell                                      | 1 h 18 min 48 s                                     |
| 2023  | Isacco Costa                                        | 38 min 59 s                                         | Holly Page                                          | 46 min 1 s                                          |
| 2024  | Joe Steward                                         | 1 h 5 min 41 s                                      | Naomi Lang                                          | 1 h 15 min 48 s                                     |
| 2025  | Luca Magri                                          | 1 h 6 min 11 s                                      | Nancy Scott                                         | 1 h 20 min 31 s                                     |

 Record de l'épreuve